# Ferdinand I., rumunjski kralj
Ferdinand I., punim imenom Ferdinand Viktor Albert Meinrad (Sigmaringen, 24. kolovoza 1865. – Sinaia, 20. srpnja 1927.), je bio rumunjski kralj od 10. listopada 1914. godine do svoje smrti 1927. godine. Nasljedio je na prijestolju rođaka Karla I. koji nije imao izravnog nasljednika.

## Životopis
Rodio se u katoličkoj obitelji u Sigmaringenu Njemačkoj iz braka kneza Leopolda od Hohenzollern-Sigmaringena i portugalske princeze Antonije Braganza Saska Coburg Gotha, kćeri portugalske kraljice Marije II. i princa Ferdinanda iz dinastije Sachsen-Coburg-Gotha. Nakon što su se njegov otac i stariji brat Vilim odrekli prava na rumunjsku krunu, ona je zapala njega. Rumunjska vlada nije tražila od njega da pređe na pravoslavlje, već je i dalje mogao ostati katolik, no njegova su djeca morala biti odgajana u pravoslavnoj vjeri.
Prvi rođak njegove majke bio je bugarski car Ferdinand I., koji je bio jedan od najvećih rumunjskih protivnika, dok je u Austro-Ugarskoj, kojoj je pripadala Transilvanija, u kojoj je živjela rumunjska nacionalna većina, vladao Franjo Josip I., prvi rođak Ferdinandove bake.  
Ferdinand se vjenčao 10. siječnja 1893. godine za princezu Mariju od Edinburgha, kći princa Alfreda od Edinburgha i velike ruske kneginje Marije Aleksandrovne. S majčine strani u rodu su joj bili Aleksandar II., a s očeve britanska kraljica Viktorija.

## Prvi svjetski rat
Ferdinand je naslijedio svog strica Karla I. kao kralj 10. listopada 1914. godine. Podržao je 1916. godine ulazak Rumunjske u rat protiv Centralnih sila, a na strani sila Antante. Iako je u početku trpjela poraze, a Vlašku i Moldaviju su okupirale Centralne sile, Rumunjska se nastavila boriti, no nakon kapitulacije Rusije 1918. godine i sama je morala pristati na nepovoljni mir u Bukureštu. Kralj je odbio potpisati mir, a rumunjski parlament ga nikada nije ratificirao. Nakon što je Bugarska kapitulirala nakon probijanja Solunskog fronta, Rumunjska je ponovno ušla u rat na strani Antante.

## Nakon rata
Kao pobjednica u ratu Rumunjska je dobila Besarabiju, Bukovinu i Transilvaniju, čime je udvostručila svoj teritorij. Ferdinand je 15. listopada 1922. okrunjen za rumunjskog kralja na spektakularnoj ceremoniji na kneževskom prijestolju u Alba Iuliji u Transilvaniji. Političkim životom je upravljala konzervativna Nacionalna liberalna stranka, no nakon pripojenja novih teritorija ojačala je oporba, koja je oformila Nacionalnu seljačku stranku.
Godine 1921. Ferdinand I. je postavio generala Alexandra Averesca za predsjednika vlade, nakon čega je konačno provedena obećana i dugoočekivana agrarna reforma.
Kralj Ferdinand je najznačajniji rumunjski vladar, a za razliku od svog strica svim je srcem volio Rumunjsku i rumunjski narod. Godine 1925. prisilio je svog sina Karla, pleboja sklonog ljubavnim skandalima da se odrekne prava na prijestolje te je u svojoj oporuci imenovao unuka za nasljednika krune.
Umro je 20. srpnja 1927. godine, a naslijedio ga je maloljetni unuk Mihael I., umjesto kojeg je državom upravljalo regentsko vijeće.

## Potomci
- Karlo II. rumunjski kralj
- Elizabeta, udala se za grčkog kralja Đuru I.
- Katarina umrla 1899
- Marija, udala se za jugoslavenskog kralja Aleksandra I.
- Nikola
- Ileana
- Mircea

## Vanjske poveznice
- Ferdinand I. Hrvatska enciklopedija
- Ferdinand I. - Proleksis enciklopdija
- Ferdinand I., rumunjski kralj Britannica (engl.)

| Prethodnik Karlo I. | rumunjski kralj (1914. - 1927.) | Nasljednik Mihael I. |